# Ayanda Denge
Ayanda Denge (?-24 de marzo de 2019) fue una activista trans sudafricana. Sobreviviente del tráfico sexual, fue defensora de los derechos de la comunidad trans a través de su cargo en la SWEAT (Sex Workers Education and Advocacy Taskforce). Ayanda Denge es de origen xhosa y se crio en Port Elizabeth. Fue trabajadora sexual durante más de 15 años. Fue encontrada asesinada en marzo de 2019 en una casa ocupada por el movimiento Reclaim the City, donde vivía en Ciudad del Cabo. 